# Anomodon consanguineus
Anomodon consanguineus là một loài rêu trong họ Thuidiaceae. Loài này được (Mont.) A. Jaeger mô tả khoa học đầu tiên năm 1878.